# Geinsheim (Neustadt)
Geinsheim (pfälzisch Goise) liegt in der Vorderpfalz und ist seit dem 7. Juni 1969 als Stadtteil und Ortsbezirk in die 10 km nordwestlich gelegenen kreisfreien Stadt Neustadt an der Weinstraße in Rheinland-Pfalz eingemeindet.

## Geographie

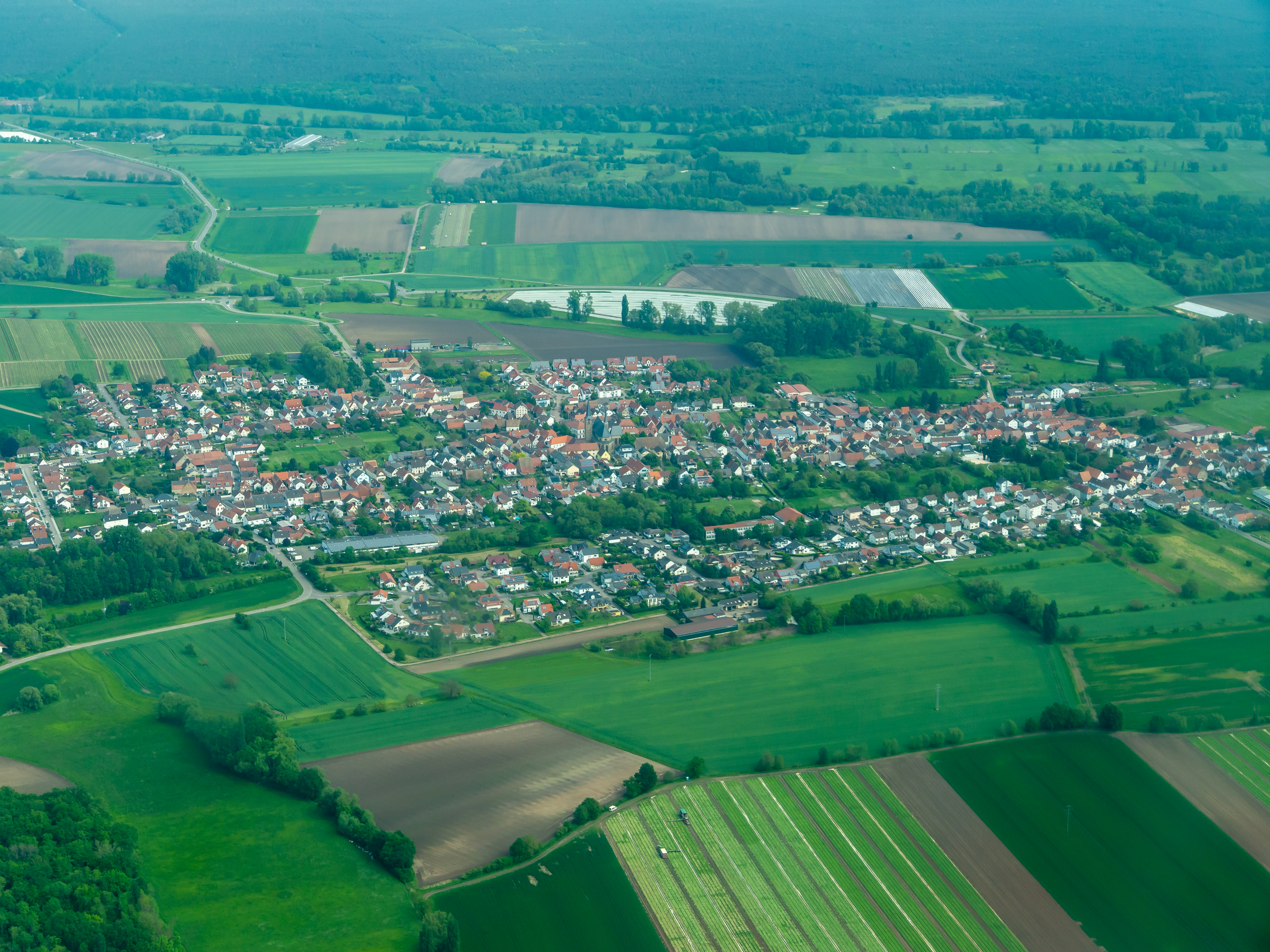
Luftbild von Südsüdwest

Das pfälzische Straßendorf Geinsheim liegt, worauf auch sein Name hindeutet, im sogenannten „Gäu“, der flachen Gegend zwischen der Deutschen Weinstraße und dem Rhein in der Oberrheinischen Tiefebene. Östlich erstreckt sich außerdem der Speyerer Wald.
Von der Kernstadt Neustadt im Westen und Speyer im Osten ist Geinsheim etwa gleich weit entfernt. Rad- und Wanderwege, insbesondere der Radweg Neustadt–Speyer, prägen die flache Landschaft, durch die nördlich des Ortes der Hartgraben – in diesem Bereich alternativ Hörstengraben genannt – fließt, bevor er bei Hanhofen in den Kropsbach mündet. Der Speyerbach bildet im Norden außerdem die Gemarkungsgrenze zu Haßloch.
Nachbargemeinden und -ortschaften sind von Norden aus im Uhrzeigersinn über ein kurzes Stück (einige Meter) der Neustadter Stadtteil Lachen-Speyerdorf, Haßloch im Landkreis Bad Dürkheim, Hanhofen und Harthausen im Rhein-Pfalz-Kreis, Gommersheim und Böbingen im Landkreis Südliche Weinstraße sowie Duttweiler als weiterer Stadtteil von Neustadt.

## Geschichte
Geinsheim wurde anlässlich von Schenkungen an das Kloster Lorsch erstmals 774 als „Gunzing“, dann auch 778 und 788 (als „Gunzinheim“) im Lorscher Codex erwähnt.
Bis Ende des 18. Jahrhunderts gehörte der Ort zur Hochstift Speyer; dort unterstand er zuletzt dem Amt Deidesheim. Von 1798 bis 1814, als die Pfalz Teil der Französischen Republik (bis 1804) und anschließend Teil des Napoleonischen Kaiserreichs war, war Geinsheim in den Kanton Neustadt (Donnersberg) eingegliedert und besaß eine eigene Mairie. 1815 wurde der Ort Österreich zugeschlagen. Bereits ein Jahr später wechselte der Ort wie die gesamte Pfalz in das Königreich Bayern. Von 1817 bis 1862 gehörte die Gemeinde dem Landkommissariat Neustadt an; aus diesem ging das Bezirksamt Neustadt hervor.
Ab 1939 war Geinsheim Bestandteil des Landkreises Neustadt an der Weinstraße. Nach dem Zweiten Weltkrieg wurde der Ort innerhalb der französischen Besatzungszone Teil des Regierungsbezirks Pfalz im damals neu gebildeten Land Rheinland-Pfalz. Im Zuge der ersten rheinland-pfälzischen Verwaltungsreform wurde Haardt am 7. Juni 1969 in die kreisfreie Stadt Neustadt an der Weinstraße eingemeindet.

## Bevölkerung

### Einwohnerentwicklung
1815 hatte der Ort insgesamt 860 Einwohner. Das früher typische Bauern- und Winzerdorf hat sich in den letzten Jahren zunehmend zu einem Wohnvort von Neustadt entwickelt. Seit der Eingemeindung ist die Einwohnerzahl von Geinsheim daher nahezu konstant gestiegen, von 1927 Einwohnern im Juni 1969 waren es über 1937 im Juni 2011 auf 1954 im Januar 2012.

### Religion
Die im Ort lebenden Juden wurden in Haßloch begraben. Am 22. Oktober 1940 wurden die letzten sieben jüdischen Einwohner im Zuge der Wagner-Bürckel-Aktion ins Lager Gurs in Südfrankreich deportiert.

## Politik

### Ortsbeirat
Für den Stadtteil Geinsheim wurde ein Ortsbezirk gebildet. Dem Ortsbeirat gehören elf Beiratsmitglieder an, den Vorsitz im Ortsbeirat führt der direkt gewählte Ortsvorsteher.
Zur Zusammensetzung des Ortsbeirats siehe die Ergebnisse der Kommunalwahlen in Neustadt an der Weinstraße.

### Ortsvorsteher
Ortsvorsteherin ist Sabine Kaufmann (FWG). Bei der Direktwahl am 26. Mai 2019 wurde sie mit einem Stimmenanteil von 51,06 % gewählt und ist damit Nachfolgerin von Reinhard Nebel (CDU), der nicht mehr angetreten war. Bei der Kommunalwahl am 9. Juni 2024 wurde Kaufmann als einzige Bewerberin mit einem Stimmenanteil von 79,1 % für weitere fünf Jahre in ihrem Amt bestätigt.

### Wappen
| Wappen von Geinsheim | Blasonierung: „In Silber ein goldbewehrter roter Gänsefuß.“ |
| Wappen von Geinsheim |                                                             |

## Sehenswürdigkeiten und Kultur

### Kulturdenkmäler
Der bis zu 500 Jahre alte Ortskern ist als Denkmalzone ausgewiesen. Hinzu kommen außerdem zahlreiche Einzelobjekte, die unter Denkmalschutz stehen, darunter folgende Objekte:
Im Ortskern befindet sich unter anderem die katholische Pfarrkirche St. Peter und Paul mit neugotischer Fassade. Zur Kirche gehört der als Nistplatz für Weißstörche dienende Storchenturm. Sie gilt als größtes Gotteshaus im Gäu und wird deshalb im Volksmund auch „Gäu-Dom“ genannt. Von der um 1500 entstandenen Kirche sind noch Turm und Chor mit Sakristei erhalten.

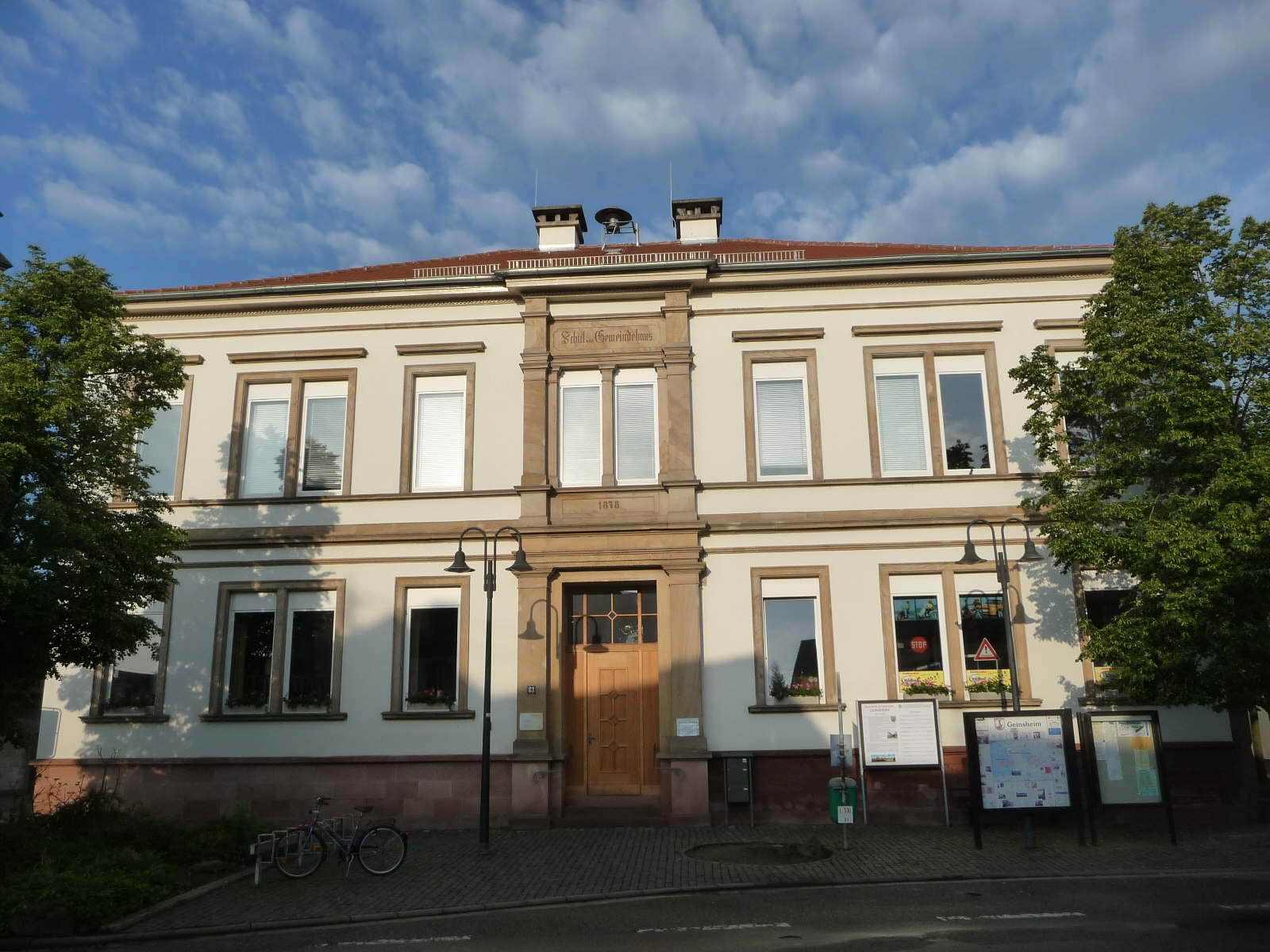
Schul- und Gemeindehaus
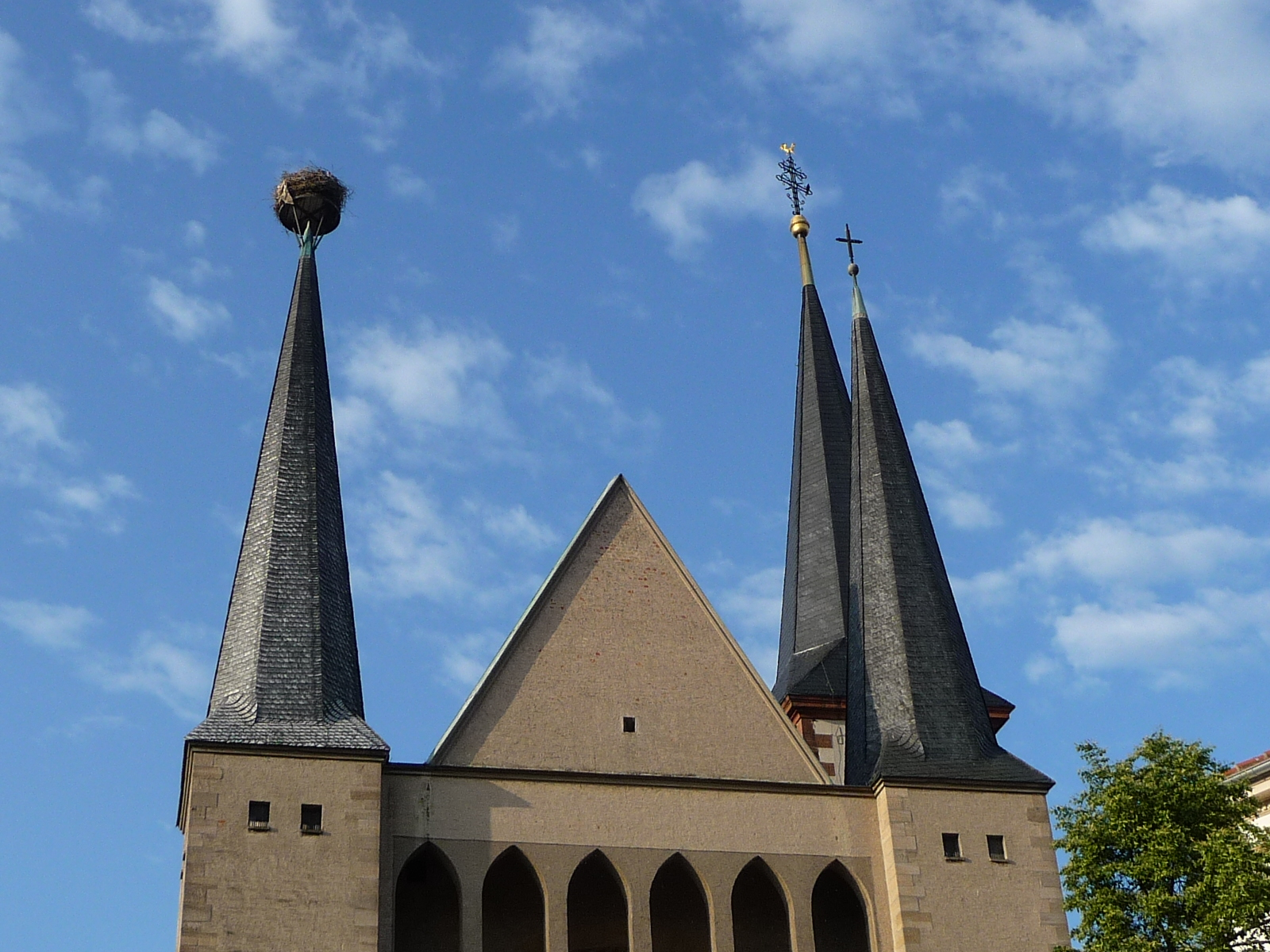
Türme der Pfarrkirche
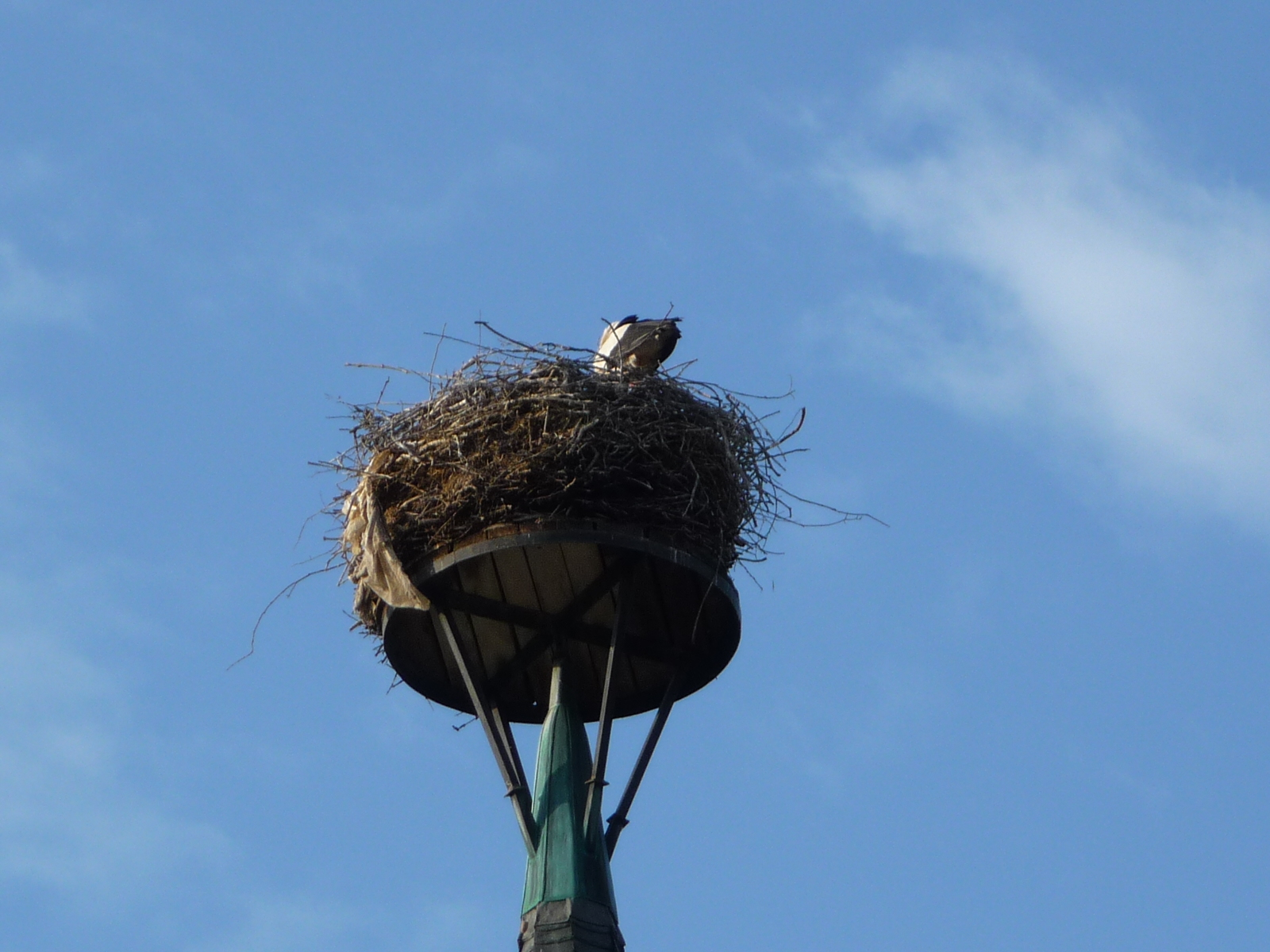
Storchennest auf dem Kirchturm
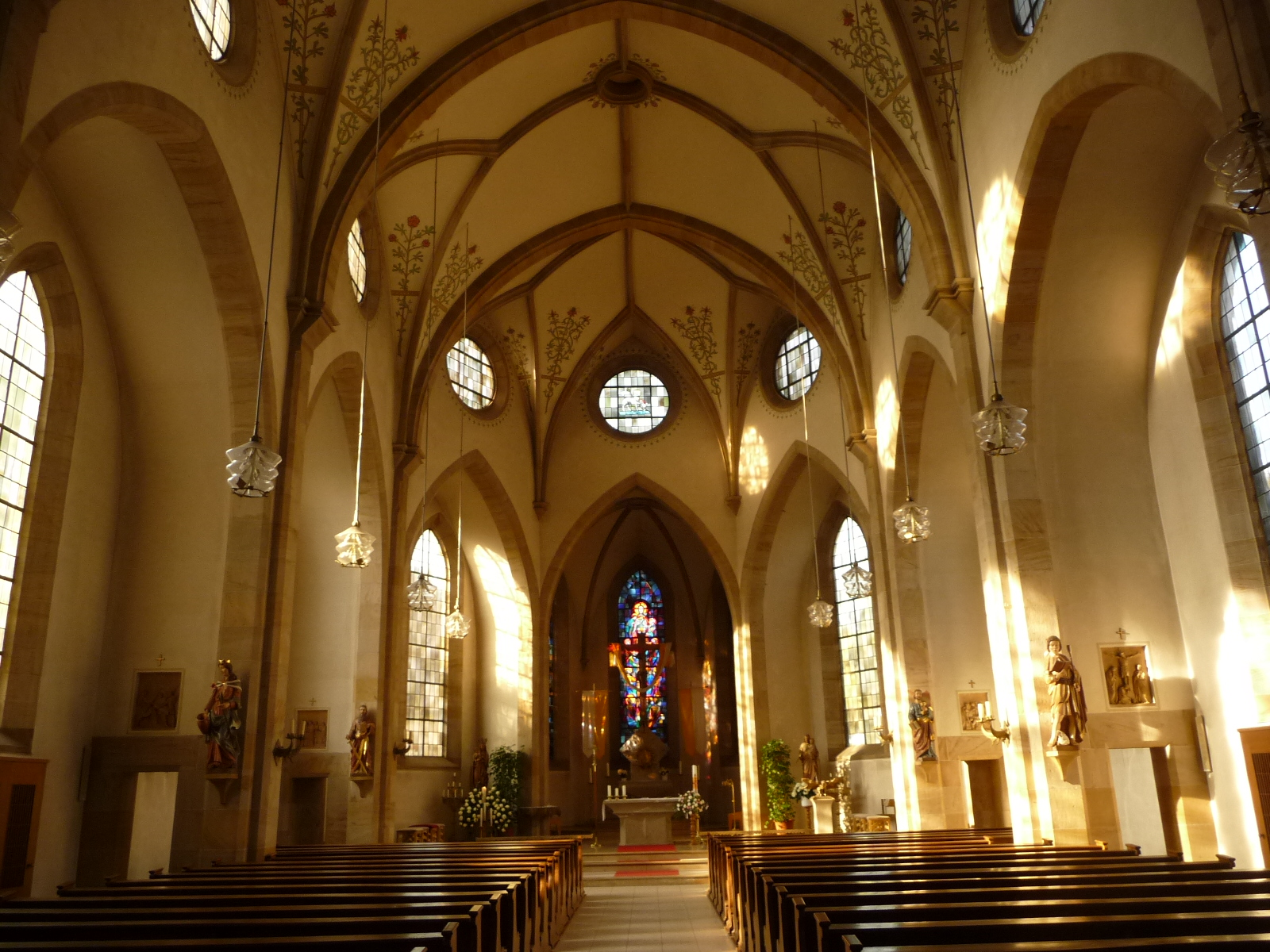
Innenansicht der Pfarrkirche
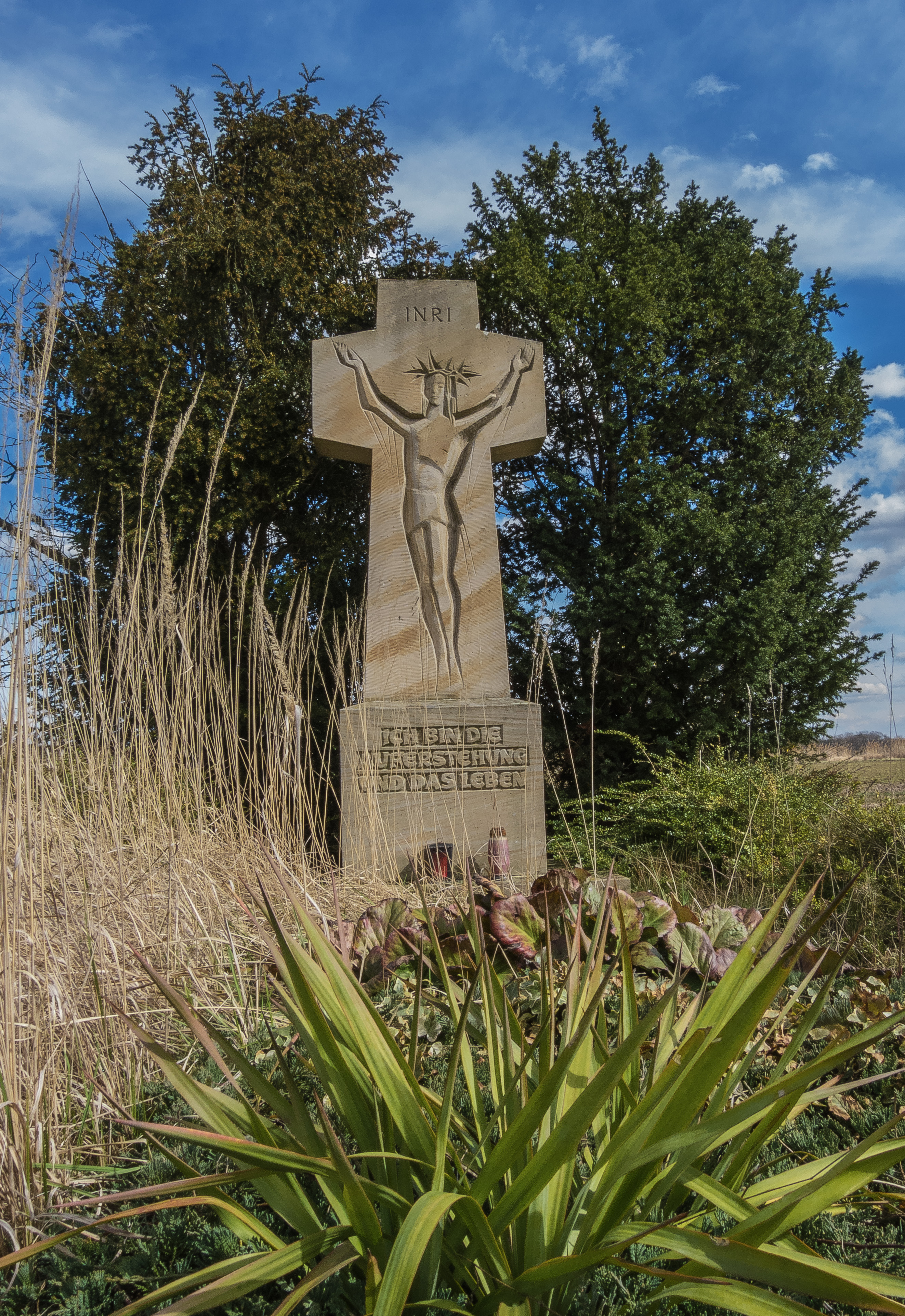
Wegekreuz an der L 530

Das älteste Profangebäude im Ort, das zum Anwesen Gäustraße 96 gehört, entstand um das Jahr 1600 und ist der Renaissance zuzuordnen. Das Gut in der Gäustraße 79/81 mit seiner Scheune, in dem die Abgaben an das Speyerer Domkapitel gelagert wurden, stammt aus dem Barock. Das klassizistische ehemalige Schulgebäude, in dem heute die Ortsverwaltung untergebracht ist, sowie mehrere Zwei- bzw. Dreiseitgehöfte aus dem 18. bis 20. Jahrhundert runden die Denkmalzone ab.

### Kuriosum
Seit 2019 steht am Ortsausgang West als Sehenswürdigkeit die größte Weinkiste der Welt. Die überdimensionale Holzkiste mit den Maßen 4,5 × 3 × 2,4 Meter wurde anlässlich des Winzerfestumzuges 2018 von dem Freizeitverein „Goisemer Baschone“ erbaut.

### Natur
Östlich des Siedlungsgebiets erstreckt sich das Naturschutzgebiet Lochbusch-Königswiesen.

### Vereine
Von den Chorsängern 1791 Geinsheim wird behauptet, sie seien Deutschlands ältester Männergesangverein. Im Fußball ist der ehemalige Oberliga-Verein SV 1920 Geinsheim aktiv. Ab 1973 entstand der 18-Loch-Golfplatz des Golf-Club Pfalz.

### Feste
Am letzten Augustwochenende wird in Geinsheim die traditionelle Wein- und Ludwigskerwe gefeiert. Immer am 3. Wochenende im Juni findet das zweitägige Feuerwehrfest der Löschgruppe Geinsheim statt.

## Wirtschaft und Infrastruktur

### Wirtschaft

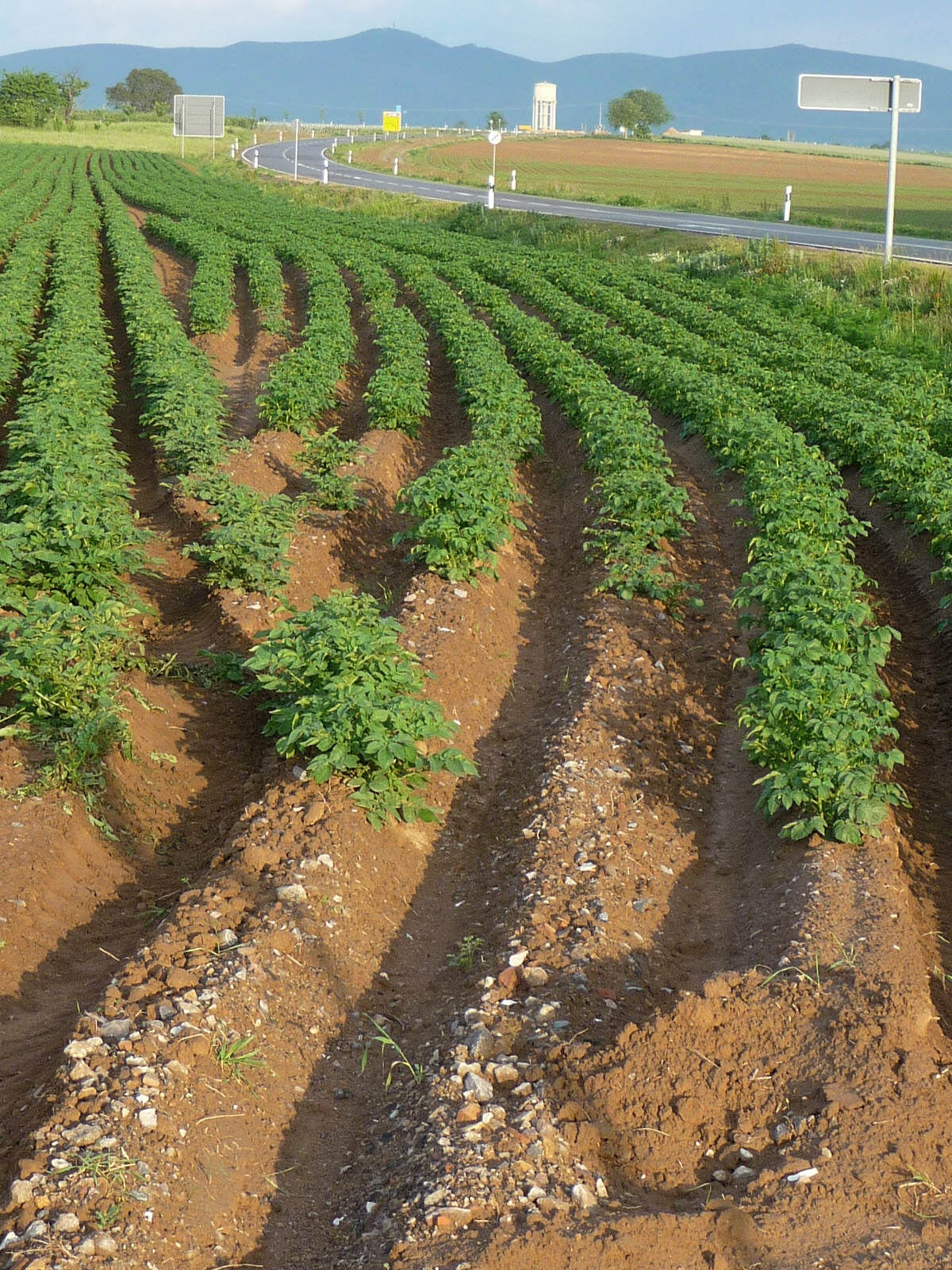
Kartoffelacker im Einzugsgebiet von Geinsheim

Geinsheim gehört zum Weinanbaugebiet Pfalz, wenngleich der örtliche Weinbau eine eher untergeordnete Rolle spielt. Daneben werden vor allem Spargel, Tabak, Zuckerrüben, Getreide und Kartoffeln angebaut. Obst und Gemüse aus eigenem Anbau verkaufen die Anbauer oft direkt vor dem Haus an der Straße oder im Hof.

### Militär
Bis 1994 befanden sich vor Ort nukleare Sprengköpfe der sogenannten Geinsheim Activity, einem ehemaligen US-amerikanischen Militärstandort.

### Verkehr
Geinsheim besaß ab 1905 einen Bahnhof an der 1956 stillgelegten Lokalbahn Speyer–Neustadt. 1949 wurde er zu einer Agentur herabgestuft.
Die Buslinie 507 des Verkehrsverbundes Rhein-Neckar, die sich am Verlauf der früheren Lokalbahn orientiert, verbindet von Ort mit der Neustadter Kernstadt sowie mit Speyer. Direkt für den Straßenverkehr erschlossen wird Geinsheim über die Bundesstraße 39, die Neustadt mit Speyer verbindet. Auf dieser wurde nach jahrzehntelanger Planung und vier Jahren Bauzeit am 30. August 2005 die 3,4 km lange Ortsumgehung Geinsheim freigegeben. Mit der Nordumfahrung wurde die letzte Ortsdurchfahrt auf diesem 18 km langen Abschnitt der B 39 zwischen Neustadt und Speyer beseitigt. Über 10.000 Fahrzeuge waren täglich durch Geinsheim gefahren.
Über die B 39 ist Geinsheim auch an das überregionale Straßennetz angebunden. 6 km westlich verläuft die Autobahn 65 (Ludwigshafen am Rhein–Karlsruhe, Anschlussstelle Neustadt-Süd). 10 km östlich liegt die B 9 (Ludwigshafen–Wörth am Rhein, Anschlussstelle Speyer-Mitte), über die nach weiteren 4 km die A 61 (Koblenz–Hockenheim, Anschlussstelle Speyer-Nord) erreicht werden kann.

### Tourismus
Durch Geinsheim verläuft die Nordroute der Pfälzer Jakobswege.

## Persönlichkeiten

### Söhne und Töchter des Ortes
- Theodor Schneider (1703–1764), Jesuit; erster deutscher katholischer Missionar im Gebiet der USA
- Thaddäus Stahler (1857–1938), Prälat; Domkapitular, Dompropst und Domdekan im Bistum Würzburg sowie langjähriger Vorsitzender des Bayerischen Klerusverbands

### Personen, die vor Ort gewirkt haben
- Stefan Ertl (* 1969), Fußballspieler, spielte zeitweise beim SV Geinsheim
- Michael Geither (1769–1834), Brigadegeneral, starb vor Ort
- Augustin Violet (1799–1859), Pädagoge, lebte ab 1814 in Geinsheim
- Günther Zeuner (1923–2011), Maler und Bildhauer, war von 1945 bis 1948 vor Ort als freischaffender Künstler tätig